# Khan el Khalili

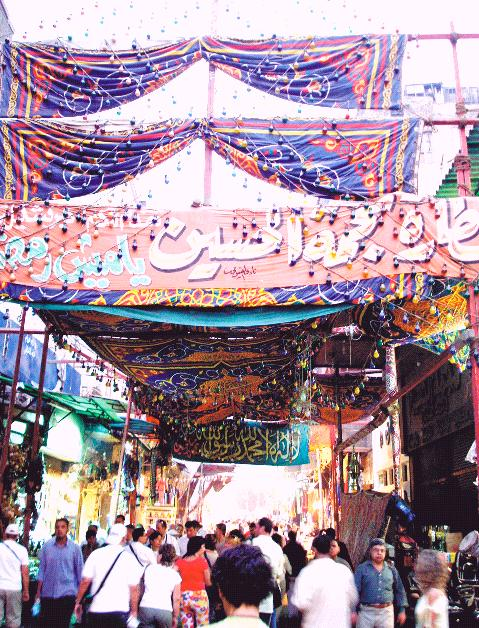
Khan El Khalili Bazar

Khan el Khalili é uma área comercial antiga, um imenso mercado de estreitas ruelas com milhares de pequenas tendas com as mercadorias: sapatos, tecidos, pipas de cristal, especiarias, joias, com suas ruas repletas de gente, mesas nas portas dos cafés, onde alguns comércios contém também seus próprios pequenos ateliês de manufaturas.Khan el Khalili é um imenso bazar no coração da cidade do Cairo, no Egito.
Junto com o mercado de Al-Muski, situado ao oeste, forma a área de compras mais importantes da cidade. Mas é mais que isso, representa a tradição que converteu a Cairo em um centro importante de comércio, ao dar aos comerciantes estrangeiros um lugar fixo para expor suas mercadorias. Nas ruelas de Khan el Khalili podem-se encontrar artesanatos manuais dos mais simples aos mais elaborados, perfumes, alimentos, especiarias, jóias, souvenirs das mais variadas espécies com motivos faraônicos e tudo que se puder imaginar. Sem dúvida, um lugar dos mais exóticos e que caracteriza de forma completa o Egito de ontem e de hoje, cujo mercado monopolizava os mamelucos até que os portugueses e espanhóis encontraram rotas alternativas.
Neste mercado árabe, em meio à vozes, animais domésticos e barracas de alimentos de todo gênero, num ir e vir de pessoas de todas as partes do mundo, observa-se artistas dos mais variados gêneros oferecendo os seus trabalhos manuais. O Khan el Khalili tem um cheiro todo próprio e inesquecível de especiarias.
O soco (o nome árabe para bazar ou mercado) criou-se em 1382, quando o emir burjida Dyaharks el-Jalili construiu um caravançarai (ou han) no local. Uma caravançarai era um restaurante para os comerciantes ambulantes, e geralmente um foco de atividade econômica para seus arredores. Todavia existe, convertida em hotel. Outro lugar de descanso é o café El-Fishawi (dos espelhos), aberto às 24 horas desde a 200 anos, lugar de reunião para os artistas locais que era frequentado por Naguib Mahfuz, Prêmio Nobel de Literatura e um dos autores mais conhecidos do Egito.
Ao mesmo tempo pode-se acompanhar a elaboração de um objeto artesanal, passo a passo. Homens vestidos com suas túnicas (galabias) e seus turbantes, discutem exaltados compras e vendas de mercadorias.  Outros, sentados nas calçadas pensam na vida e fumam observando o movimento diário.
O mercado era também um centro de reunião para grupos rebeldes, até que o Sultão Ghawri o reconstruiu e modernizou no século XVI.